# 花城長茂

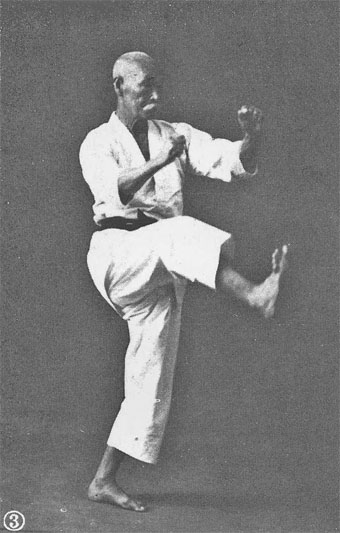
ジオンを演武する花城長茂

花城 長茂（はなしろ（琉球語では、はなぐすく） ちょうも、1869年 - 1945年）は、琉球王国の唐手（現・空手）家。戦前における空手の大家の一人である。

## 系譜
- 父：花城長康
- 母：佐久本筑登之親雲上嘉政の女（童名は真呉勢）
  - 兄（長男）：花城長清
  - 兄（次男）：花城長賀（1867年 - 1877年1月。号は幼学）
  - 妹（長女）：真鶴
  - 弟（四男）：花城長範
  - 弟（五男）：花城長衡

## 経歴
1869年7月26日、花城長茂は、琉球王国首里邑に父花城長康・母許氏の三男として生まれる。唐名は明増盛。花城家は尚徳王の孫照屋親雲上長太を元祖とする首里士族である。花城は、本部朝勇、本部朝基、屋部憲通らとともに、糸洲安恒の最初期の弟子の一人であった。糸洲に入門した正確な時期は不明ながら、糸洲が唐手を教え始めたのは光緒5年（1879年）頃からと言われているので、花城がこの時から師事していたとすれば、10歳頃から唐手を習い始めた事になる。
1890年（明治23年）、花城は下士官養成学校の陸軍教導団に志願入団した。この時、応募者50名超のうち、合格したのはわずか3名に過ぎなかった。合格したのは、花城の他に、屋部憲通、久手堅憲由で、いずれも糸洲の門下であった。このため、軍部や県役所は、唐手に興味をもつようになったと言われている。花城はその後、日清、日露戦争に従軍した。
1905年（明治38年）、沖縄県立第一中学校（現・沖縄県立首里高等学校）で唐手の指導を行う。また、この年の8月、「空手組手」という組手研究に関する文章を記し、「空手」の文字をはじめて使用した。これは、船越義珍が唐手を空手に改名するよりも、30年ほど前のことである。
1919年（大正8年）、真和志村村長に就任。1926年（昭和元年）には、本部朝勇、摩文仁賢和、知花朝信らとともに、沖縄唐手倶楽部に参加した。1934年（昭和9年）、安里で空手を指導。1937年（昭和12年）には、空手道基本型の制定にかかわった。花城長茂は、1945年（昭和20年）、羽地村仲尾次にて死去した。享年76。ジオン（慈恩）の型を得意とした。

## 弟子
- 金城裕